# Talviyö
Talviyö är det tionde studioalbumet av det finländska power metal-bandet Sonata Arctica från 2019, utgivet av skivbolaget Nuclear Blast.

## Låtlista
1. Message From The Sun – 4.06
2. Whirlwind – 6.31
3. Cold – 4.28
4. Storm the Armada – 5.08
5. The Last of the Lambs – 4.22
6. Who Failed the Most – 4.44
7. Ismo’s Got Good Reactors – 3.43
8. Demon’s Cage – 4.57
9. A Little Less Understanding – 4.15
10. The Raven Still Flies – 7.39
11. The Garden – 6.16

## Medverkande
Musiker (Sonata Arctica-medlemmar)
- Tony Kakko – sång, keyboard
- Elias Viljanen – gitarr
- Pasi Kauppinen – basgitarr
- Henrik Klingenberg – keyboard
- Tommy Portimo – trummor